# Ересько, Виктор Кондратьевич
Ви́ктор Кондра́тьевич Ере́сько (род. 6 августа 1942, село Святошино Киевской области) ― российский пианист.
В 1965 окончил Московскую консерваторию по классу Л. Н. Наумова, у него же совершенствовался в аспирантуре до 1967. Победитель Международного конкурса имени Лонг и Тибо (1963), лауреат третьей премии Международного конкурса имени Чайковского (1966). В 1973 стал первым в истории музыкантом, исполнившим цикл из всех фортепианных сочинений С. В. Рахманинова на концертах по случаю столетия со дня рождения композитора. Выступает в основном за границей, сотрудничает с крупнейшими мировыми оркестрами и дирижёрами. В 1993 был удостоен французского ордена Искусства и Литературы, став третьим русским пианистом (после В. Ашкенази и С. Рихтера), получившим эту награду.
Творческий почерк Ересько характерен высоким профессионализмом, глубоким пониманием стиля, оригинальным, нестандартным подходом к трактовке классических сочинений. В репертуаре пианиста особое место занимают сочинения Бетховена и Рахманинова.